# 対馬市立阿連小学校
対馬市立阿連小学校（つしましりつ あれしょうがっこう, Tsushima City Are Elementary School）は長崎県対馬市厳原町阿連にあった公立小学校。
2016年（平成28年）3月末に閉校した。

## 概要
歴史
1873年（明治6年）に開校した「阿連学校」を前身とする。2008年（平成20年）に創立135周年を迎えた。
校訓
「誠実」

校区
住所表記で対馬市厳原町の後に「阿連」の続く地域であった。中学校区は対馬市立佐須中学校。

## 沿革
- 1873年（明治6年）11月20日 - 「阿連学校」が開校。当初延命寺[3]を仮校舎とする。
- 1884年（明治17年）10月1日 - 「小茂田学区中等小茂田小学校阿連分校」に改称。
- 1886年（明治19年）7月1日 - 簡易科を設置し、「小茂田学区簡易阿連小学校」に改称。
- 1895年（明治28年）7月1日 - 「佐須尋常小学校阿連分校」となる。
- 1896年（明治29年）- 校舎が完成。
- 1898年（明治31年）1月 - 「金田尋常小学校阿連分教場」と改称。
- 1901年（明治34年）7月 - 「阿連尋常小学校」として分離・独立。
- 1911年（明治44年）- 義務教育期間が尋常科4年間から尋常科6年間に延長。
- 1918年（大正7年）1月 - 青年訓練認定佐須村立阿連農業補習学校を併設。
- 1928年（昭和3年）
  - 2月6日 - 同窓会を結成。
  - 9月19日 - 大洪水により一時休校となる。
- 1929年（昭和4年）
  - 3月12日 - 同窓会により、学校林に松苗1,800本が植樹。
  - 4月22日 - 旧校舎を解体。
  - 5月14日 - 仮校舎に移転。
- 1930年（昭和5年）
  - 1月2日 - 阿連452番地に新校舎が完成。
  - 4月26日 - 奉安殿が完成。
- 1932年（昭和7年）8月31日 - 統合により、「金田尋常高等小学校阿連分教場」となる。
- 1937年（昭和12年）4月1日 - 金田尋常高等小学校から分離し、「阿連尋常高等小学校」として独立。
- 1941年（昭和16年）4月1日 - 国民学校令により、「阿連国民学校」と改称。尋常科を初等科に改称。
- 1942年（昭和17年）11月 - 体育用固定施設（はん登棒・横木・鉄棒）を設置。
- 1946年（昭和21年）3月 - 奉安殿を撤去。
- 1947年（昭和22年）4月1日 - 学制改革（六・三制の実施）
  - 旧・国民学校の初等科を改組し、「佐須村立阿連小学校」とする。
  - 旧・国民学校の高等科と旧・青年学校を改組し、「佐須村立阿連中学校」（新制中学校）とし、小学校に併設。
- 1950年（昭和25年）
  - 1月19日 - 鉄棒・ブランコを設置。
  - 2月15日 - 電灯を設置。
  - 11月10日 - 電話が開通。
- 1951年（昭和26年）12月 - 放送設備が完成。
- 1953年（昭和28年）12月 - 各教室にストーブを設置。
- 1956年（昭和31年）
  - 8月10日 - 452番地に2階建て校舎（6教室）を増築。
  - 9月23日 - 運動場を拡張。
  - 9月30日 - 佐須村が厳原町に編入されたことにより、「厳原町立阿連小学校・中学校」と改称。
- 1959年（昭和34年）3月19日 - へき地集会所（講堂）が完成。
- 1960年（昭和35年）8月 - ブランコ、滑り台、はん登り棒、高鉄棒等の遊具を設置。
- 1961年（昭和36年）6月 - テレビを設置。
- 1962年（昭和37年）
  - 3月26日 - 西校舎を増築。
  - 9月 - ミルク給食を開始。
- 1963年（昭和38年）7月20日 - ピアノが寄贈される。
- 1964年（昭和39年）3月31日 - 簡易水道が完成。
- 1965年（昭和40年）2月9日 - 校章・校歌を制定。
- 1969年（昭和44年）1月20日 - バックネットを設置。
- 1971年（昭和46年）
  - 6月1日 - パンを給与するミルク給食を開始。
  - 6月5日 - 寄贈により、校旗を新調。
  - 7月23日 - 豪雨により運動場前の川が氾濫し、校舎裏で土砂崩れが発生。
- 1972年（昭和47年）
  - 2月22日 - 復旧。
  - 3月 - 運動場を整地。
- 1987年（昭和62年）3月31日 - 厳原町立阿連中学校が厳原町立佐須中学校に統合され、併設を解消。小学校単独となる。
- 1993年（平成5年）- 新校地の造成が完了。
- 1994年（平成6年）- 現在地に新校舎が完成。
- 2004年（平成16年）3月1日 - 対馬市の発足により、「対馬市立阿連小学校」（現校名）に改称。
- 2016年（平成28年）
  - 3月6日 - 閉校式を挙行[1]。
  - 3月31日 - 対馬市立金田小学校への統合により閉校。143年の歴史に幕を閉じる[1]。

## アクセス
最寄りのバス停
- 対馬交通 「阿連」バス停

最寄りの県道
- 長崎県道24号厳原豆酘美津島線

## 周辺
- 阿連漁港
- 厳原町漁協阿連支所
- 伝教大師入唐帰国着船之地顕彰碑
- 延命寺
- 雷命神社
- 阿連川